# Фройнд, Жюльен
Жюльен Фройнд (Фрейнд) (фр. Julien Freund; 8 января 1921, Анридорфф, Лотарингия — 10 сентября 1993, Страсбург) — французский философ, политолог, социолог, теоретик, педагог, профессор, доктор философии (1965).

## Биография
Родился в семье рабочего-социалиста и крестьянки. После ранней смерти отца ему в возрасте 17 лет пришлось прекратить учёбу и стать учителем.
В годы Второй мировой войны — активный участник движения французского Сопротивления. В июле 1940 года немцами был взят заложником, смог бежать и присоединился к вооружённым силам французского патриотического антинацистского движения «Свободная Франция». Участник боевых групп. В июне 1942 года был арестован оккупантами в Клермон-Ферране, затем — в сентябре в Лионе, вместе с Э. Мунье обвинён в участии в сопротивлении и заключён в центральной тюрьме Элисса, затем в крепости Систерона, бежал в июне 1944 года, чтобы сражаться в маки до освобождения территории Франции. Вернувшись в Страсбург в ноябре 1944 года, занялся журналистикой и политикой.
Учился в Университете Клермон-Феррана. Окончил Страсбургский университет, где впоследствии преподавал. После окончания университета — учительствовал, стал профессором философии. В 1960—1965 годах проводил исследования в Национальном центре научных исследований. В 1965 году защитил докторскую диссертацию в Сорбонне, стал профессором социологии в университете Страсбуга, где основал факультет социологических наук. Затем читал лекции в Колледже Европы в Брюгге (1973—1975), затем в 1975 году — в университете Монреаля.
Отошёл от политической и профсоюзной деятельности, опыт которой использовал в своем труде «Сущность политического».
Награждён премией Эмиля Жирардо Академии моральных и политических наук Института Франции (1993).

## Научная деятельность
На Ж. Фройнда оказали значительное влияние Макс Вебер, Георг Зиммель, Вильфредо Парето и, особенно, Карл Шмитт.
Согласно Ж. Фройнду, планирование жизни общества в соответствии с тем или иным проектом — утопия. Любые человеческие начинания, движимые лучшими побуждениями, неизбежно отходят от первоначально провозглашенных принципов, порождая социальный слой, извлекающий пользу из сложившейся системы, будь то буржуазная демократия или диктатура. В политической концепции Ж. Фройнда нет места различению «правых» и «левых». Этот принцип, по его мнению, не может характеризовать сущность политики и неприменим в науке и философии. 

«Нет правой или левой социологии, как нет буржуазной или пролетарской биологии». Если, опираясь на опыт, необходимо учитывать историю двухвекового разделения на «правых» и «левых», то «сам анализ не может быть правым или левым, иначе он перестанет быть философским и превратится в политический, то есть в закамуфлированный инструмент пропаганды».
В творчестве Ж. Фройнда большое место занимает проблема кризиса Европы, понимаемого как упадок духовных, моральных, религиозных, политических и социальных ценностей, внесенных ею в мировую цивилизацию со времени Ренессанса, и путей его преодоления («Европа без румян», 1967; «Конец Ренессанса», 1980; «О декадансе», 1983).
Много внимания он уделяет научному комментированию трудов классиков обществоведения («Социология М. Вебера», 1966; «Право сегодня», 1972; «Утопия и насилие», L978; «Социология конфликта», 1981, и др.).
Фройнд причисляет себя к «духовному семейству», в которое он включает Гераклита, Аристотеля, Макиавелли, Спинозу, Токвиля, М. Вебера, К. Шмитта, чей «дух и метод» помогли ему отойти от немецкого идеализма.
По его собственному признанию, более философии его увлекала метафизика, интегрирующая в своих рассуждениях не только философию, но и политику, экономику, право, искусство и религию, то есть основные виды деятельности, присущие человеку, которого нельзя понять только с позиций сугубо научного исследования.

## Избранные труды
- L’essence du politique (Sirey, 1965).
- Max Weber (PUF, 1966 et 1983).
- Europa ohne Schminke (Drückerei Winkelhagen, Goslar 1967).
- Qu’est-ce que la politique ? (Seuil, 1968 et 1978).
- Max Weber (PUF, 1969).
- Le nouvel âge. Éléments pour la théorie de la démocratie et de la paix (Marcel Rivière, 1970).
- Le droit d’aujourd’hui (PUF, 1972).
- Les théories des sciences humaines (PUF, 1973).
- Pareto. La théorie de l’équilibre (Seghers, 1974).
- Georges Sorel. Eine geistige Biographie (Siemens-Stiftung, Munich 1977).
- Les problèmes nouveaux posés à la politique de nos jours (Université européenne des affaires, 1977),
- Utopie et violence (Marcel Rivière, 1978).
- Il luogo della violenza (Cappelli, Bologna 1979).
- La fin de la Renaissance (PUF, 1980).
- La crisis del Estado y otros estudios (Instituto de Ciencia política, Santiago de Chile 1982).
- Idées et expériences. Les activités sociales: regards d’un sociologue (Institut des Sciences Politiques et Sociales de l’U.C.L., Louvain-la-Neuve 1983).
- Sociologie du conflit (PUF, 1983).
- Idées et expériences (Institut de sociologie de l’UCL, Louvain-la-Neuve 1983).
- La décadence. Histoire sociologique et philosophique d’une catégorie de l’expérience humaine (Sirey, 1984).
- Philosophie et sociologie (Cabay, Louvain-la-Neuve 1984).
- Politique et impolitique (Sirey, 1987).
- Philosophie philosophique (Découverte, 1990).
- Études sur Max Weber (Droz, Genève 1990).
- Essais de sociologie économique et politique (Faculté catholique Saint-Louis, Bruxelles 1990).
- L’aventure du politique. Entretiens avec Charles Blanchet (Critérion, 1991).
- D’Auguste Comte à Max Weber (Economica, 1992).
- L’essence de l’économique (Presses universitaires de Strasbourg, Strasbourg 1993).
- Diritto e Politica. Saggi di filosofia giuridica (Edizioni Scientifiche Italiane, Napoli 1994).
- Il Terzo, il nemico, il conflitto. Materiali per una teoria del Politico (Giuffrè, Milano 1995).
- Warfare in the modern world. A short but critical analysis (Plutarch Press, Washington D.C. 1996).
- Voci di teoria politica (Antonio Pellicani Editore, Roma, 2001).
- Vista de conjunto sobre la obra de Carl Schmitt (Struhart & Cía., Buenos Aires, 2002).